# José Lemos Ferreira
José Lemos Ferreira GCTE • MPVM • GCC • GCA • MOSD • GCMM • MPMA • MOCE • MCC (23 de junho de 1929 - 23 de janeiro de 2020) foi um general piloto-aviador português, Chefe do Estado-Maior da Força Aérea Portuguesa e, mais tarde, das Forças Armadas Portuguesas.

## Biografia
Ficou desde cedo conhecido a nível nacional por causa do Caso Lemos Ferreira, ocorrência em que o próprio e outros militares afirmaram ter avistado Objectos Voadores Não Identificados (OVNI).
Ingressou no Curso de Aeronáutica, na Escola do Exército, no dia 13 de Novembro de 1948. Foi brevetado a 31 de Março de 1951. Veio a concluir o Tirocínio nos Estados Unidos da América a 1 de Novembro de 1952, após ter sido promovido a Alferes no dia 23 de Setembro. Regressou dos Estados Unidos da América, habilitado com os cursos "Pilot Training" e "Fighter Gunnery Instructor".
No dia 30 de Novembro de 1952 foi colocado na Base Aérea N.º 2, na Ota. Aqui, no dia 31 de Dezembro de 1953 qualificou-se no avião F-84G Thunderjet e veio a fazer parte da Patrulha Acrobática "Os Dragões", onde a sua aptidão para a acrobacia aérea o tornou figura de muito relevo. É nesta Unidade que no dia 1 de Dezembro de 1954 foi promovido a Tenente e a 1 de Dezembro de 1956 a Capitão.
De 3 de Janeiro a 28 de Março de 1955 esteve na Alemanha Ocidental a frequentar o "Jet Instrument Instructor Course".
No dia 11 de Março de 1957 assumiu o Comando da Esquadra N.º 20. A 8 de Abril de 1958 qualificou-se no avião F-86 e a 1 de Abril de 1959 foi colocado na Base Aérea N.º 5, em Monte Real. Entre 16 de Março e 17 de Abril desse ano esteve na Grã-Bretanha e Irlanda do Norte a frequentar o "Intelligence Course".
No dia 1 de Janeiro de 1960 passou a desempenhar as funções de Comandante de Esquadra N.º 51. A 1 de Outubro de 1960, foi transferido para a Base Aérea N.º 6, no Montijo, e no dia 21 de Outubro do mesmo ano, foi transferido para a Secretaria do Estado-Maior por ter sido mobilizado para a Índia Portuguesa como Comandante de Bordo na aeronave DC-6. Foi aqui que a 15 de Dezembro de 1961 foi promovido a Major e a 26 de Janeiro de 1962, efectuou mais uma qualificação nos Estados Unidos da América, agora no avião DC-6.
No dia 26 de Janeiro de 1962 foi colocado no 2.º Agrupamento dos Transportes Aéreos Militares, pertencente à Base Aérea N.º 6, no Montijo.
No dia 17 de Julho de 1963 concluiu o Curso de Comando e Estado-Maior. A 18 de Julho de 1964 foi colocado no Aeródromo Base N.º 1, na Portela, onde, no dia 1 de Março de 1966 foi promovido a Tenente-Coronel. No dia 13 de Maio desse ano assumiu as funções de Comandante do Grupo Operacional e a 5 de Julho de 1969 de Segundo-Comandante. A 12 de Fevereiro de 1970 passou a desempenhar as funções de Comandante e no dia 21 de Agosto qualificou-se nos Estados Unidos da América, no Curso "National Security Management Correspondent".
No dia 28 de Dezembro de 1971 foi colocado na Base Aérea N.º 12, em Bissau, na Guiné, para exercer as funções de Segundo-Comandante. No dia 14 de Agosto de 1972 foi promovido a Coronel e a 6 de Novembro assumiu o comando da Unidade. A 14 de Janeiro de 1973 passou a comandar a Zona Aérea de Cabo Verde e Guiné.
No dia 10 de Fevereiro de 1974 foi nomeado Chefe da 3.ª Repartição do Estado-Maior da Força Aérea, onde, no dia 12 de Setembro foi promovido a Brigadeiro. A 25 de Janeiro de 1975 foi nomeado Director de Instrução da Força Aérea e no dia 15 de Abril do mesmo ano, Subchefe do Estado-Maior da Força Aérea para o Pessoal. No dia 12 de Janeiro de 1976 passou a desempenhar as funções de Subchefe do Estado-Maior da Força Aérea para a Logística e a 29 de Setembro desse ano foi promovido a General.
A 10 de Janeiro de 1977 foi promovido a General de quatro estrelas, data em que assumiu as funções de Chefe do Estado-Maior da Força Aérea (CEMFA) entre Janeiro de 1977 e 1 de Março de 1984, tendo continuado a sua carreira militar como 12.º Chefe do Estado-Maior-General das Forças Armadas (CEMGFA) entre 1 de Março de 1984 e 8 de Março de 1989. Neste âmbito, fez parte do Conselho da Revolução.
A 21 Novembro de 1989, depois de concluída a sua vida militar, ocupou o lugar de Presidente do Conselho de Gerência na Aeroportos e Navegação Aérea (ANA).
Passou à reserva no dia 31 de Dezembro de 1992 e à reforma a 1 de Março de 1994.

## Condecorações
Na sua longa carreira militar o General Lemos Ferreira foi agraciado com diversas condecorações, com destaque para a Antiga e Muito Nobre Ordem Militar da Torre e Espada, do Valor, Lealdade e Mérito, a mais alta ordem honorífica portuguesa.

### Ordens Nacionais
- Comendador da Ordem Militar de São Bento de Avis (14 de Janeiro de 1974)
- Grã-Cruz da Ordem Militar de São Bento de Avis (11 de Setembro de 1979)
- Grã-Cruz da Ordem Militar de Nosso Senhor Jesus Cristo (4 de Julho de 1984)
- Grã-Cruz da Antiga e Muito Nobre Ordem Militar da Torre e Espada, do Valor, Lealdade e Mérito (29 de Maio de 1989)

### Medalhas Militares
- Medalha de Prata de Valor Militar com Palma
- Medalha Militar de Ouro de Serviços Distintos
- Grã-Cruz da Medalha de Mérito Militar
- Medalha de Mérito Militar de 2.ª Classe
- Medalha de Mérito Militar de 3.ª Classe
- Medalha de Mérito Aeronáutico de 1.ª Classe
- Medalha Militar de Prata de Comportamento Exemplar
- Medalha Militar de Ouro de Comportamento Exemplar
- Medalha Comemorativa da Campanha Guiné

### Ordens Estrangeiras
- Comendador da Legião do Mérito dos Estados Unidos da América (18 de Agosto de 1980), atribuída pelo Presidente Jimmy Carter
- Grande-Oficial da Ordem do Mérito Aeronáutico do Brasil (4 de Novembro de 1980)
- Grã-Cruz da Ordem Nacional do Cruzeiro do Sul do Brasil (12 de Junho de 1981)
- Excelentíssimo Senhor Grã-Cruz com Distintivo Branco da Ordem do Mérito Aeronáutico de Espanha (29 de Junho de 1981)
- Cavaleiro de Grã-Cruz da Ordem do Mérito da República Italiana de Itália (30 de Novembro de 1982)
- Grã-Cruz do Mérito com Estrela e Banda da Ordem do Mérito da República Federal da Alemanha Ocidental (23 de Janeiro de 1983)
- Grande-Oficial da Ordem Nacional do Mérito de França (12 de Maio de 1983)
- Grã-Cruz da Ordem da Fénix da Grécia (10 de Fevereiro de 1984)
- Grã-Cruz da Ordem do Libertador da Venezuela (18 de Novembro de 1986)
- Grã-Cruz da Ordem de Honra da Grécia (15 de Novembro de 1990)